# 东南亚佛教

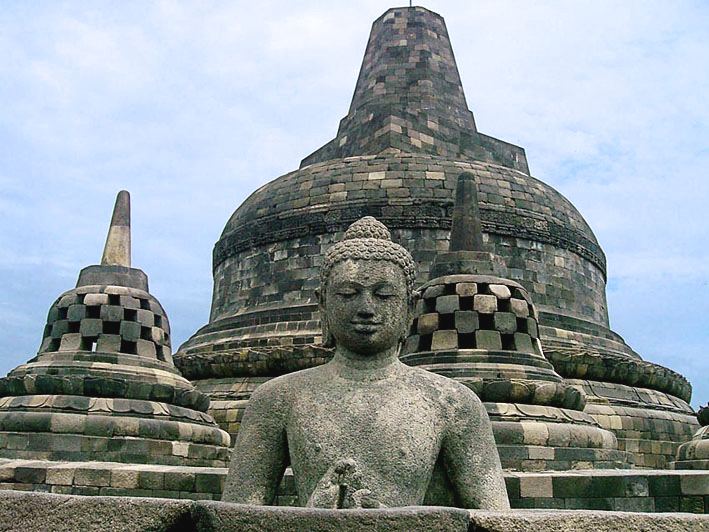
爪哇島9世紀的佛塔、佛像

东南亚佛教以南传上座部教法为主，信众主要分布于老挝、柬埔寨、泰国、缅甸、印度尼西亚、马来西亚、新加坡，以及越南中、南部的部分地区；大乘佛教在华裔族群中也佔有一席之地，信徒主要分佈於泰國、越南北部、印度尼西亚、马来西亚、新加坡，歷史上也有一些國家流行過大乘佛教和金剛乘佛教，如柬埔寨、泰國等地。

## 源流
据记载，公元纪年前后，南传上座部佛教已经在东南亚地区流行。
公元2世纪到6世纪，南传上座部佛教已经成为东南亚地区最主要的宗教。但不可否认的是，比佛教传入更早的婆罗门教，在经过与佛教文字并存和融和的阶段之后，虽为佛教所取代，但对佛教的影响仍然存在。在东南亚佛教中，很多的佛教名胜和佛教仪式都带有一定的婆罗门教的影子，譬如婆罗浮屠、吴哥寺、蒲甘王朝的塔寺等。
公元10世纪以后，由于南传上座部佛教受到大部分东南亚国家封建领主的推崇和提倡，佛教也被尊为国教，上座部佛教流传的地区几乎都是全民信教的地区。同时，南传上座部佛教也为东南亚文化的发展做出了贡献，各地信众根据巴利语音序创立本民族文字，用以写定音译巴利三藏典籍，确定了大宗和法宗两派僧王制度。
从公元18世纪到现代，以泰语、缅甸语、高棉语和老挝语为主的巴利三藏音译编纂工作逐渐完备，使的东南亚佛教得以更加广泛地流传。